# Jerilderie
Jerilderie (1 790 habitants) est une petite une ville de la Riverina au sud-ouest de la Nouvelle-Galles du Sud en Australie, sur la rivière Billabong, à 674 kilomètres au sud-ouest de Sydney et à 315 kilomètres de Melbourne. Elle est le siège du conseil de Murrumbidgee.
La ville est au centre d'une vaste région agricole irriguée et prospère qui fait de l'élevage de moutons mérinos et aussi du maraîchage. La région produit un quart de la production australienne de tomate, mais elle produit aussi du riz, des céréales, de la canola, des haricots, du soja, des oignons, etc.
La ville est célèbre pour la « lettre de Jerilderie » et par l'attaque qu'y fit en 1879, le célèbre bandit de grand chemin Ned Kelly avec sa bande. Les hors-la-loi, venus de l'État de Victoria, firent prisonniers les deux policiers de la ville, les enfermèrent dans leur propre prison et s'habillèrent avec leurs uniformes. Ils expliquèrent aux habitants qu'ils étaient des renforts de police venus pour les protéger contre une attaque annoncée de la bande de Ned Kelly.
Puis ils en profitèrent pour attaquer la banque locale, s'emparèrent de 2 000 £ puis allèrent au bureau de poste pour détruire les lignes télégraphiques, prirent une trentaine d'habitants en otage dans l'hôtel du village où ils passèrent la nuit. C'est dans cet hôtel que Kelly écrivit sa célèbre "lettre de Jerilderie" où il se plaignait du comportement du gouverneur de l'État de Victoria vis-à-vis de sa famille et des malheureux colons irlandais comme lui. Il essaya de faire imprimer sa lettre par l'imprimeur local qu'il ne put réussir à trouver et dut se contenter de la remettre à un de ses otages avant de repasser la frontière et de retourner dans l'État de Victoria.